# Artistique-Europameisterschaft 1959

Logo CEB (ausrichtender Verband)

Veranstaltungsort: Madrid

Die Billard-Artistique-Europameisterschaft 1959 war das zwölfte Turnier in dieser Disziplin des Karambolagebillards und fand vom 28. bis zum 31. Mai 1959 in Madrid statt.

## Modus
Gespielt wurden 76 verschiedene Figuren mit verschiedenen Punktewertungen. Jeder Teilnehmer hatte pro Figur drei Versuche. Die maximale Punktzahl betrug 500 Punkte.

Gewertet wurde wie folgt:
1. Punkte = Erzielte Punkte
2. Versuche = Anzahl der gespielten Versuche
3. gelöste Figuren = gelöste Figuren
4. HS = Punkte der nacheinander gelösten Figuren
5. % = Prozentual gelöste Figuren

## Abschlusstabelle
| Platz                        | Name               | Punkte | Versuche | gel. Figuren | HS | %       |
| ---------------------------- | ------------------ | ------ | -------- | ------------ | -- | ------- |
| 1                            | Raymond Steylaerts | 249    | 179      | 40           | 26 | 49,80 % |
| 2                            | René Vingerhoedt   | 212    | 183      | 37           | 24 | 42,40 % |
| 3                            | Joaquín Domingo    | 188    | 189      | 30           | 33 | 37,60 % |
| 4                            | Claudio Nadal      | 184    | 183      | 31           | 25 | 36,80 % |
| 5                            | Francisco Munte    | 177    | 196      | 30           | 22 | 35,40 % |
| 6                            | Raymond Jublot     | 159    | 197      | 28           | 13 | 31,80 % |
| 7                            | August Tiedtke     | 150    | 198      | 27           | 24 | 30,00 % |
| 8                            | Guy Lachmann       | 136    | 194      | 25           | 13 | 27,20 % |
| 9                            | Piet Kruythof      | 127    | 208      | 22           | 15 | 25,40 % |
| Turnierdurchschnitt: 35,15 % |                    |        |          |              |    |         |